# Menachem Ziemba
Menachem Ziemba znany również jako Gaon z Warszawy, Gaon Praski czy Menachem Pragier (ur. 15 września 1883 w Warszawie, zm. 24 kwietnia 1943) – polski rabin, autor dzieł religijnych i uczony w piśmie narodowości żydowskiej, działacz Agudy.

## Życiorys
Pochodził z biednej chasydzkiej rodziny zamieszkałej na warszawskiej Pradze. Wychowywał go dziadek, rabin Avraham Ziemba. Dzięki temu, iż poślubił córkę bogatego kupca, mógł się poświęcić studiom nad Talmudem. W 1935 został jednym z warszawskich rabinów. Jako rabin był zwolennikiem cadyka z Góry Kalwarii (Abraham Mordechaj Alter). Przed wojną nie przyjął proponowanego mu stanowiska rabina Jerozolimy. Cieszył się autorytetem jednego z najbardziej szanowanych warszawskich rabinów i uważany był za jednego z najwybitniejszych myślicieli żydowskich w Polsce. Był autorem licznych prac w tym między innymi Tosafot Chajim z 1921. Należał również do aktywnych działaczy Agudy. Współpracował także z czasopismem Degel ha-Tora, będąc wydawcą dwóch jego ostatnich numerów. 
Podczas okupacji niemieckiej w czasie II wojny światowej trafił do getta warszawskiego, gdzie należał do tamtejszego rabinatu (w ostatnim okresie istnienia getta był jednym z trzech ostatnich rabinów w getcie). Mimo propozycji ukrycia po stronie aryjskiej, zdecydował się nie opuszczać getta i pozostać z wiernymi. Po wielkiej akcji deportacyjnej opowiadał się za zbrojnym oporem. Zginął podczas powstania w getcie warszawskim w jednym z bunkrów. W 1958 jego szczątki ekshumowano i sprowadzono do Izraela.